# Горихвостка-чернушка
Горихво́стка-черну́шка (лат. Phoenicurus ochruros) — мелкая певчая птица из семейства мухоловковых, распространённая в Европе и Центральной Азии. Несколько меньше воробья, выделяется прежде всего тёмным оперением большей части тела и ржавчато-оранжевым хвостом. Может зависать в воздухе, подобно колибри. Некогда обитательница исключительно высокогорья, начиная примерно с середины XVII века часто селится далеко за пределами первоначального природного ареала, в том числе и рядом с жильём человека. На территории России 3 изолированные друг от друга области распространения: горные районы Южной Сибири, Большого Кавказа, а также равнины запада европейской части, где птица начала гнездиться относительно недавно.
Питается в основном мелкими беспозвоночными, которых ловит на земле и на лету, а также их личинками и ягодами. В дикой природе гнездится в горах: в скалистых нишах, на уступах обрывов, на склонах с россыпью гальки. В населённых пунктах отдаёт предпочтение промышленным и строительным зонам, открытым местностям с отдельными постройками вроде заводских труб или куполов церквей.

## Описание

### Внешний вид

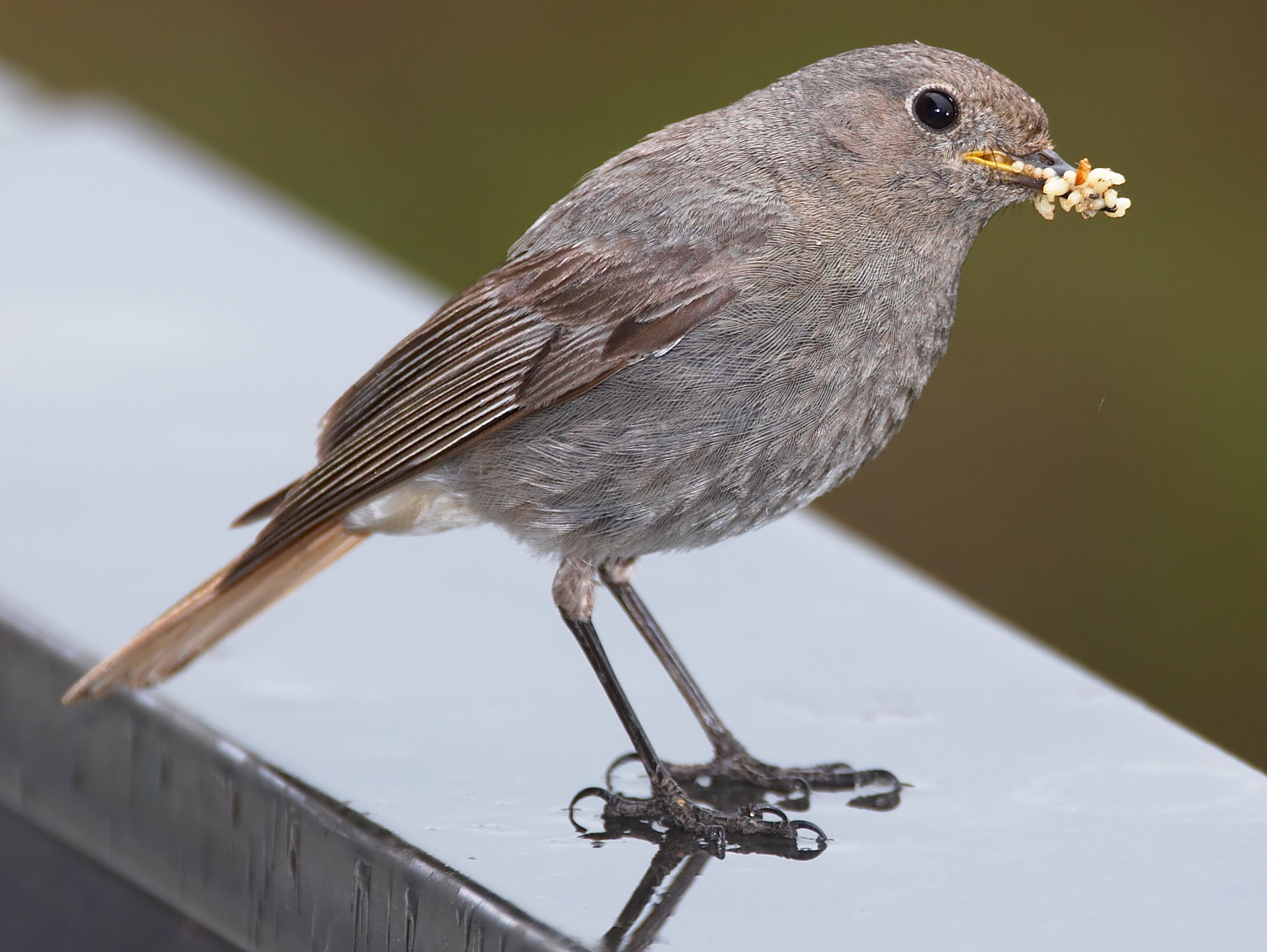
Самка с добычей

Немного мельче и изящнее, чем схожий по строению домовый воробей. Длина тела 13—14,5 см, масса 11—20 г. (в среднем около 16,2 г), крыло 7,8—8,5 см, размах крыльев 23—26 см. Очень подвижная и скорее шумная птица, постоянно перелетает с места на место, сидя держится в вертикальном положении. Буровато-чёрный клюв относительно длинный и широкий в основании, покрыт достаточно длинными щетинками. Ноги относительно короткие, чёрного цвета.
Наиболее заметный определяющий признак, благодаря которому птица приобрела своё родовое название «горихвостка» — ярко-рыжее надхвостье и такой же рыжий с тёмной продольной полосой посередине, постоянно подёргивающийся хвост. Эти особенности характерны для обоих полов, равно как и для других видов рода Phoenicurus. В остальном окраска самцов и самок заметно различается, однако по сравнению с обыкновенной горихвосткой в целом выглядит более тёмным, как будто вымазанным сажей. У самца в верхней части тела и на груди преобладают чёрные тона, с более светлым пепельно-серым верхом головы и тёмно-серой спиной. Брюхо у европейских популяций светло-серое, у азиатских одного тона с хвостом — рыжее, что делает их более похожими на обыкновенную горихвостку. Европейские самцы также выделяются отчётливым белым пятном на крыле, которое однако может иметь различную форму либо в отдельных случаях быть не выраженным вовсе.
Самки похожи на самок обыкновенной горихвостки, однако без рыжеватых оттенков на груди и боках: общая окраска серовато-бурая, более монотонная по сравнению с самцами. Молодые птицы похожи на самку. Радужная оболочка у обоих полов тёмно-коричневая.

### Голос

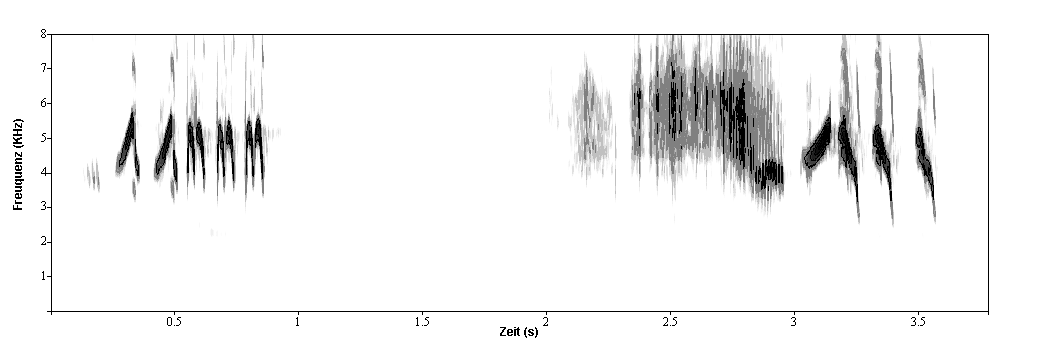
Сонограмма песни горихвостки-чернушки

Песня достаточно примитивная и обычно состоит из трёх частей, длящихся от 2,5 до 4 сек. Вначале птица издаёт короткую хриплую трельку «джир-титити», в которой громкость постепенно возрастает. После секундной паузы следует длинная довольно грубая трель, во второй половине переходящая в более размеренную третью фазу, что-то вроде «чьеер-чер-чер-чер-черр». Мелодия может повторяться несколько раз подряд, последовательность частей нередко меняется местами. Финальная фаза может иметь различные варианты, как у географически изолированных популяций, так и у отдельных особей. Например, у птиц из Центральной Азии пение более однообразное — первая и последняя части состоят из идентичных звуков.
Кроме территориальной песни часто издаёт короткие свисты «фить» и щёлкающие «тек», нередко комбинируя их в разнообразные вариации. Эти звуки используются при общении между птицами, во время возбуждения либо как сигнал тревоги. Громкое и резкое щёлканье «тек-тек» часто свидетельствует о приближении наземного хищника.

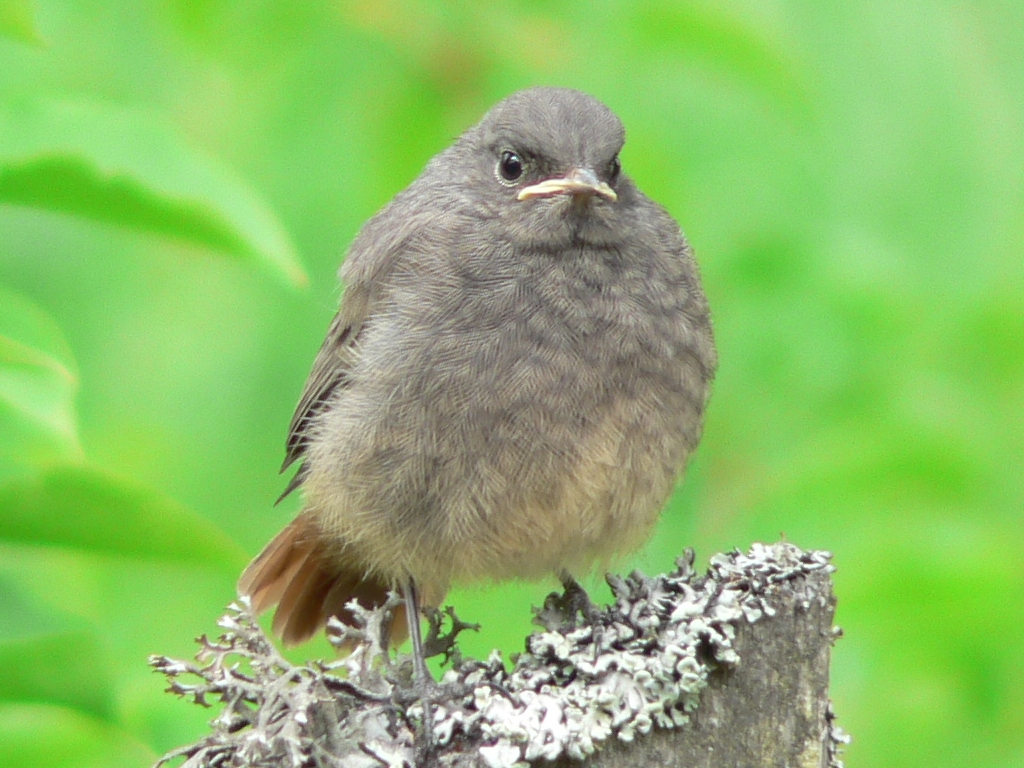
Молодая особь

В Центральной Европе негромкое пение птицы можно услышать ранним утром в марте или июне; обычно оно начинается за час, иногда за два до рассвета. Таким образом, горихвостки-чернушки просыпаются одновременно с чёрными дроздами, и в Альпах только пение обыкновенной каменки может зазвучать в ещё более ранний час. С небольшими перерывами пение продолжается вплоть до вечерних сумерек, что особенно характерно для начала сезона размножения. В хорошую погоду птица тратит на пение около 6 часов в сутки, при этом повторяя один и тот же куплет с вариациями до 5000 раз. Изредка пение слышно и ночью.

### Поведение
Социальная организация у горихвосток-чернушек как таковая не выражена, и даже вне сезона размножения они почти всегда добывают себе корм самостоятельно и встречаются поодиночке. Лишь в затяжную ненастную погоду либо во время массовой концентрации насекомых в одном месте, как например на берегу реки, можно наблюдать небольшие скопления птиц. Однако даже в этом случае отдельные особи никак меж собой не связаны и держатся на значительном расстоянии друг от друга.
В дневное время чернушка нередко принимает солнечные ванны, усевшись где-нибудь на открытом месте, особенно во время сезонной линьки. Водные процедуры принимает редко, и только в исключительных случаях можно увидеть птицу, купающуюся в пыли.

## Распространение

### Ареал

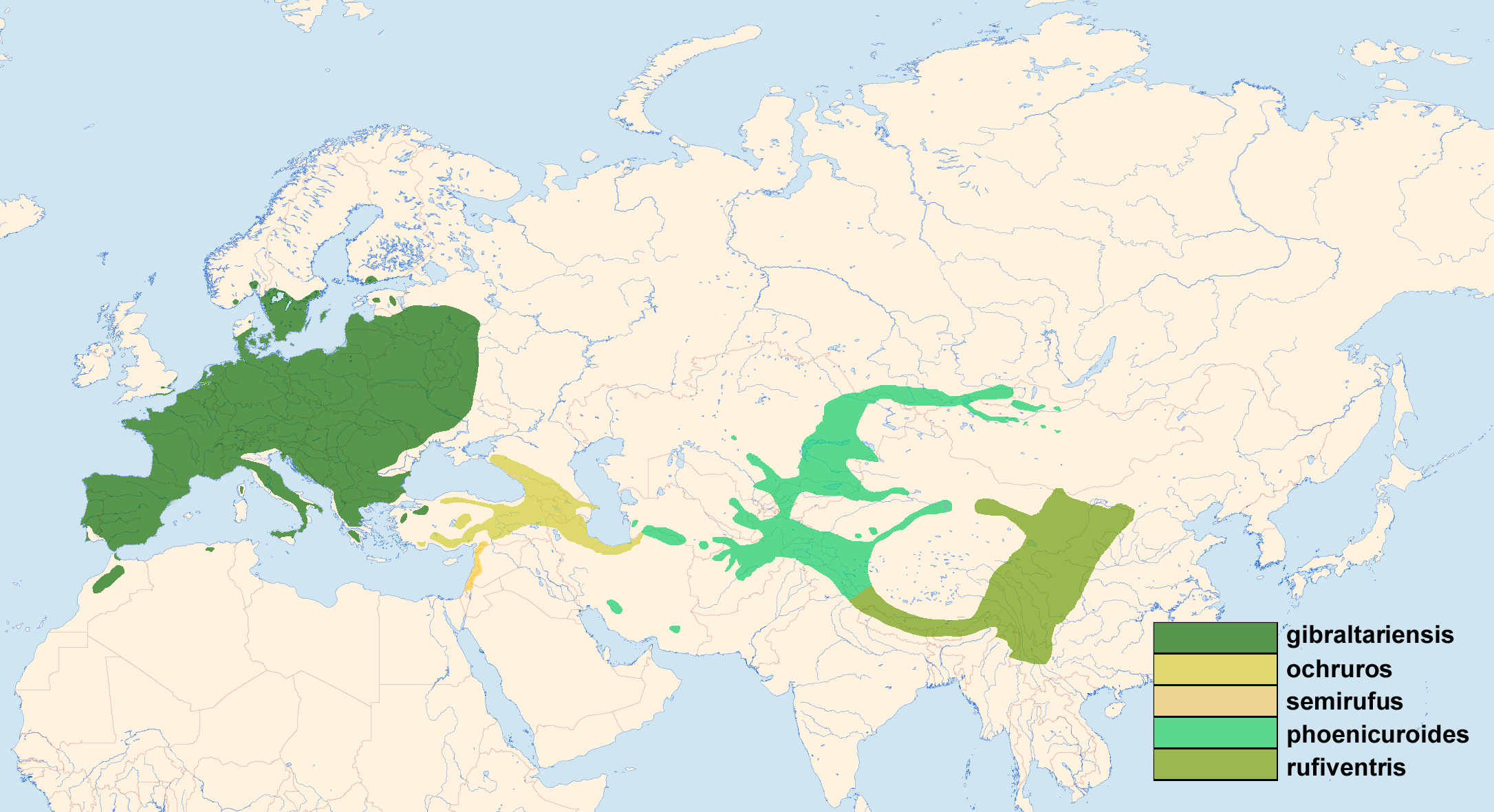
Гнездовой ареал. Разными цветами отмечены подвиды горихвостки-чернушки

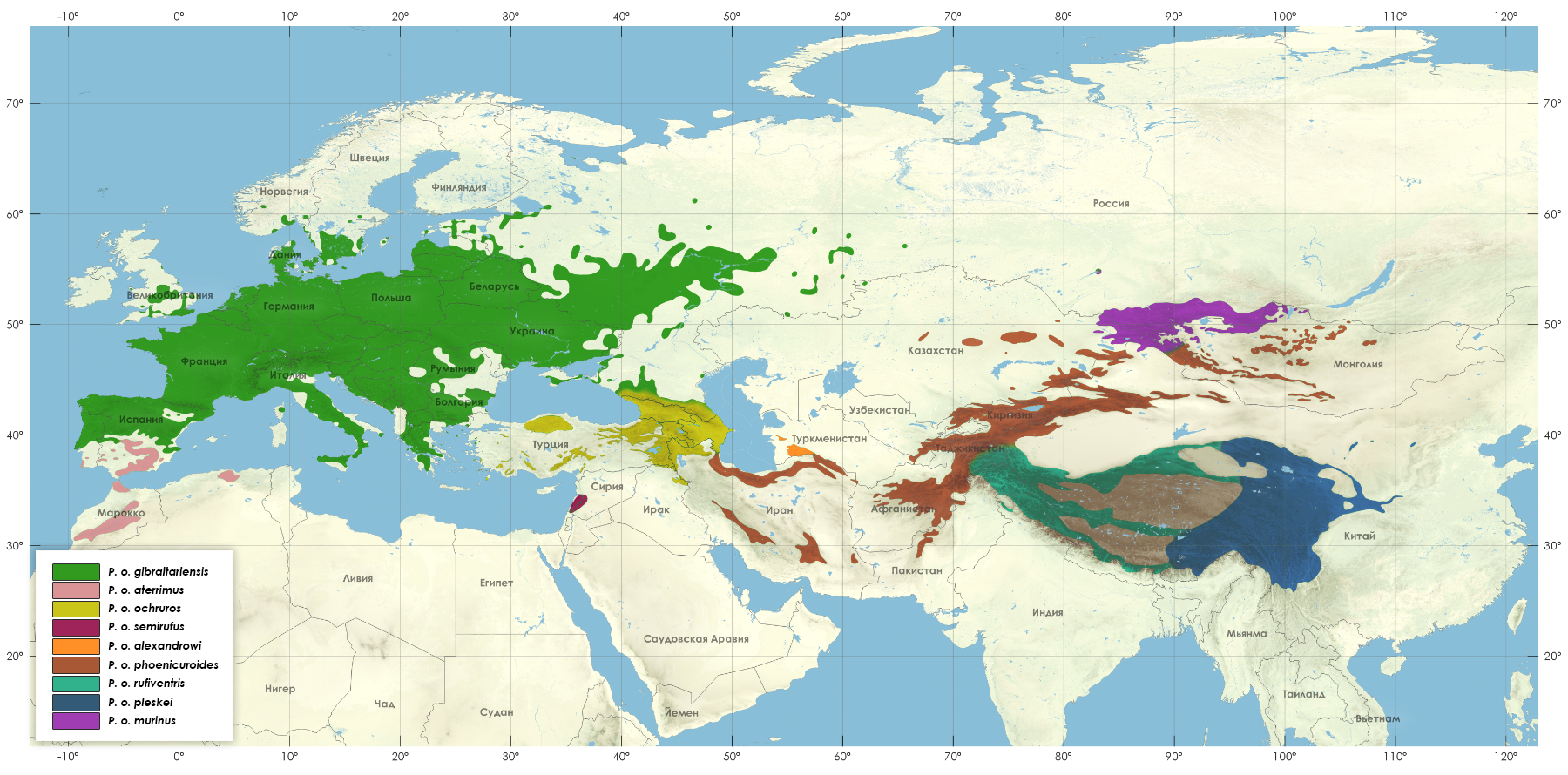
Карта распространения подвидов горихвостки-чернушки (Phoenicurus ochruros)

В дикой природе гнездится преимущественно в высокогорных районах Евразии и северо-западной Африки, выбирая участки выше границы древесной растительности.
Наиболее восточная граница распространения чернушки проходит примерно в районе 111° в. д. на севере пустынного плато Ордос в Центральном Китае. Места гнездовий к северу и западу от этой области в основном привязаны к горным системам Монголии, юго-восточного Казахстана и Южной Сибири: Алтайских гор (включая хребты Монгольского и Гобийского Алтая), Хангая, Западного Саяна, Тянь-Шаня, Джунгарского Алатау и Улытау. На Енисее гнездится к северу до 52-й параллели, в долине Иртыша до 51-й с. ш. На юго-востоке граница ареала проходит через Сино-Тибетские горы, юго-восточный Тибет, огибает южные склоны Гималаев и уходит на запад в сторону афгано-пакистанских гор Гиндукуш. В низовьях, пустынных и степных районах Узбекистана и Туркменистана чернушка отсутствует, но западнее вновь появляется на склонах Копетдага и Эльбурса, а также в горах Большого Кавказа. Небольшие изолированные популяции отмечены на юге Ирана в горах Загрос.
В странах Средиземноморья изначальная область распространения горихвостки-чернушки также тесно связана с горными районами, на юго-западе достигая высокогорья Высокого и Среднего Атласа, на востоке горного Ливана. Только примерно в середине XVIII столетия она стала заметно расширяться на север в центральные районы Европы, хотя возможно отдельные изолированные популяции этой птицы существовали и ранее в Карпатах, Альпах, Центральном Массиве и Пиренеях. С этого времени ареал птицы увеличился примерно на 1,6 млн км, и на севере достиг 65-й параллели. В настоящее время горихвостка гнездится далеко за пределами горных массивов — на юге Англии, на юге Швеции, в Латвии, а с 1966 года и на юго-западе Финляндии. В последние годы дальнейшее расширение ареала чернушки в равнинной Европе приостановилось, хотя новые свидетельства гнездовий отмечены в прибрежных районах центральной Финляндии и в Поволжье в районе Казани. С конца 00-х годов отмечается устойчивое увеличение гнездящихся птиц на левобережье Днепра, в районе Полтавы, отлет на зимовку которых отмечен в последних числах октября, а весенний прилет в эти места — в первых числах апреля, хотя в ночное время температура опускалась к 0°С . Тем не менее, плотность равнинных популяций остаётся значительно ниже, чем в горах.

### Миграции

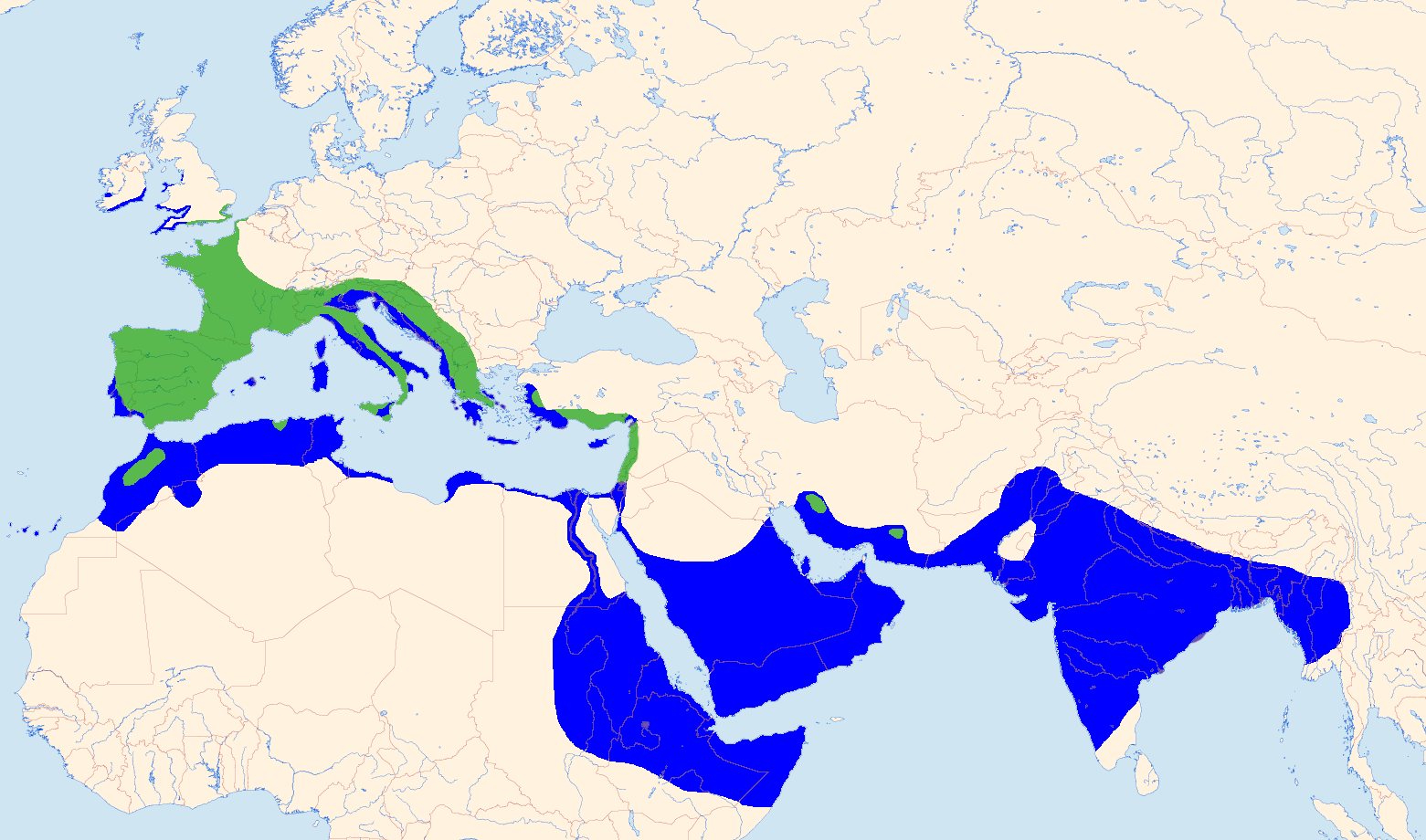
Зимний ареал:
Места зимовок
Оседлые популяции

Большинство птиц из Северной и Центральной Европы перемещается лишь на небольшие расстояния и зимует в районах, прилегающих к Средиземному морю, к северу от Сахары и на Синайском полуострове. Северная граница зимовок приблизительно совпадает с линией январской изотермы +7,5…+10 °C. По сравнению с другими насекомоядными птицами чернушка очень поздно покидает гнездовья и рано возвращается: так, в средней Европе первые самцы появляются в первой декаде марта, а массовый отлёт приходится на вторую половину октября; в Карпатах птицы прибывают в конце марта-начале апреля и отлетают в начале октября.
Популяции Западной и Южной Европы, как правило, ведут оседлый образ жизни либо совершают вертикальные кочёвки, в холодные зимы спускаясь из альпийского пояса в близлежащие долины. В Центральной Азии и на западных склонах Гималаев чернушки — типично перелётные птицы, их зимние стоянки находятся в низовьях на северо-западе Индии, в Пакистане, южном Иране, на Аравийском полуострове, на плоскогорье в Эфиопии и Сомали. С восточных склонов Гималаев, Тибета и западного Китая горихвостки перемещаются на север Мьянмы и юг Индии.

### Места обитания

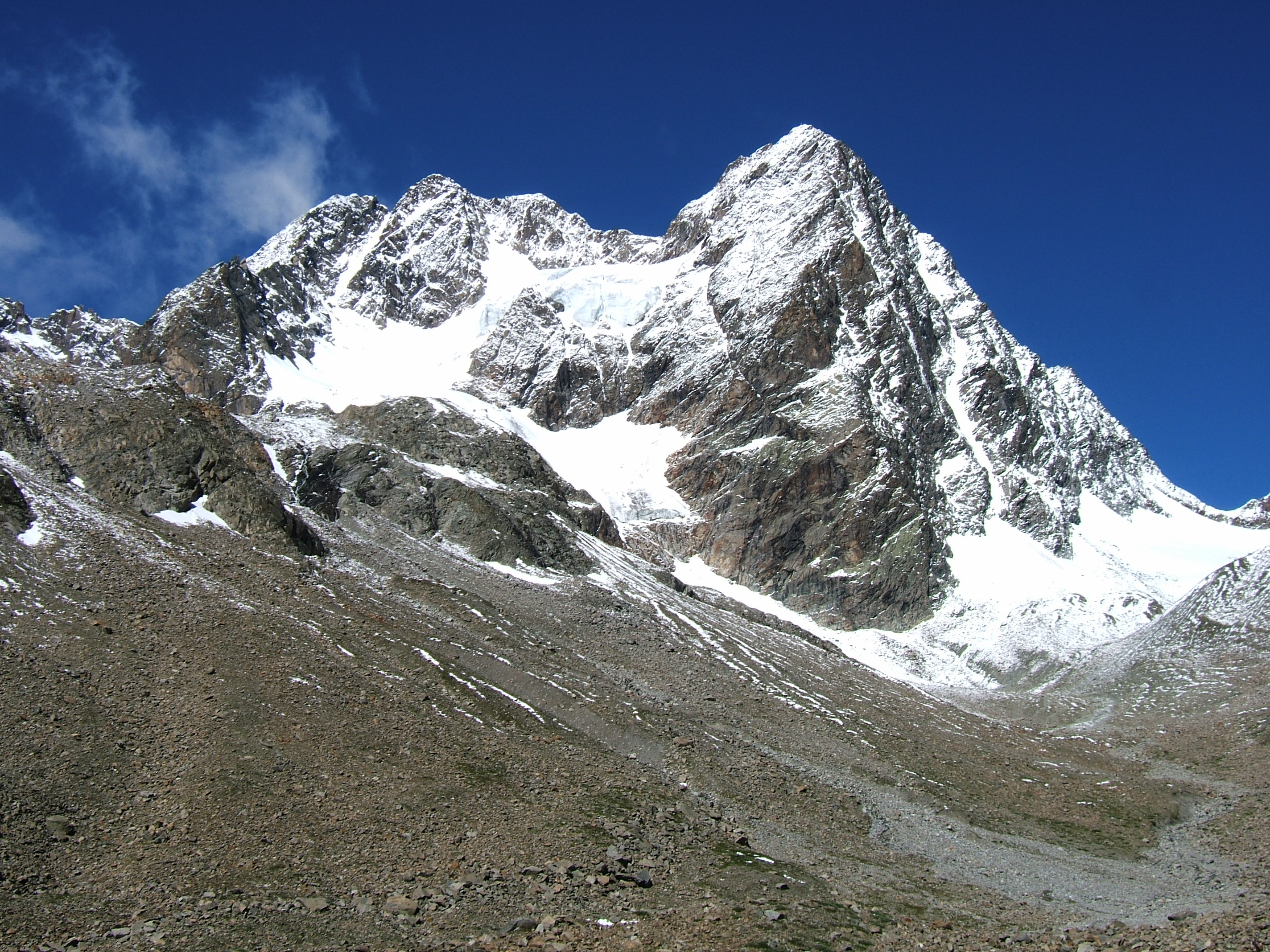
Чернушка гнездится высоко в горах вплоть до линии снега. На снимке — гора Вильдшпитце, Эцтальские Альпы

В выборе места обитания горихвостка-чернушка чрезвычайно пластична. Это единственный в Западной Палеарктике вид, который селится во всех географических поясах от уровня моря до альпийских лугов, отсутствуя лишь выше линии снега. Она одинаково хорошо себя чувствует в горных районах с сухим и влажным климатом, а также легко приспособилась к жизни в населённых пунктах.
В дикой природе отдаёт предпочтение открытым, свободным от густой растительности пространствам. Как правило, в выбранном ландшафте присутствуют обнажённые каменистые плеши либо заменяющие их строения с каменной либо кирпичной кладкой, на которых птица устраивает свои гнёзда либо использует для насеста. Климатические особенности и строение ландшафта особой роли не играют: например, в Монголии птица гнездится на пологих галечных склонах гор и возвышенностей с редким травостоем, в засушливых долинах Гималаев выбирает обрывистые ущелья и обнажённые скалы, в высокогорных районах Европы и Азии селится на окраинах ледников, обломках песчаников и среди нагромождения валунов. В Альпах встречается на высоте до 3200 и над уровнем моря (хребет Горнерграт), в Гималаях до 5700 м над уровнем моря.
Диапазон вторичных биотопов, в которых в процессе расселения обосновалась чернушка, чрезвычайно широк и на первый взгляд далеко не всегда имеет отношение к первоначальному горному образу жизни, хотя такая связь всё же существует. Ключевым фактором здесь является наличие открытых площадей с низкорастущей травянистой растительностью, где птица находит себе пропитание. Выбор места для гнезда не столь критичен, птицы легко приспосабливаются к самым разным условиям. Вторичные биотопы могут быть располагаться как в населённых пунктах, так и за их пределами, однако так или иначе связаны с результатом человеческой деятельности. Среди примеров таких мест обитания можно назвать железнодорожные насыпи, горные выработки, виноградники и практически любые типы жилых и промышленных построек. В Европе около 90 % всей популяции птиц обитает вблизи от человеческого жилья.
Склонность к открытым пространствам сохраняется в течение всего года, а также во время ночного отдыха. Городские птицы во второй половине лета охотно посещают близлежащие сельскохозяйственные угодья, особенно земли, находящиеся под паром, либо засеянные кукурузой поля. Популярностью пользуются места для пикников по берегам рек, особенно в ненастную погоду. С другой стороны, более густые тростниковые заросли избегаются несмотря на большое количество в них насекомых и относительное обилие места.

## Питание

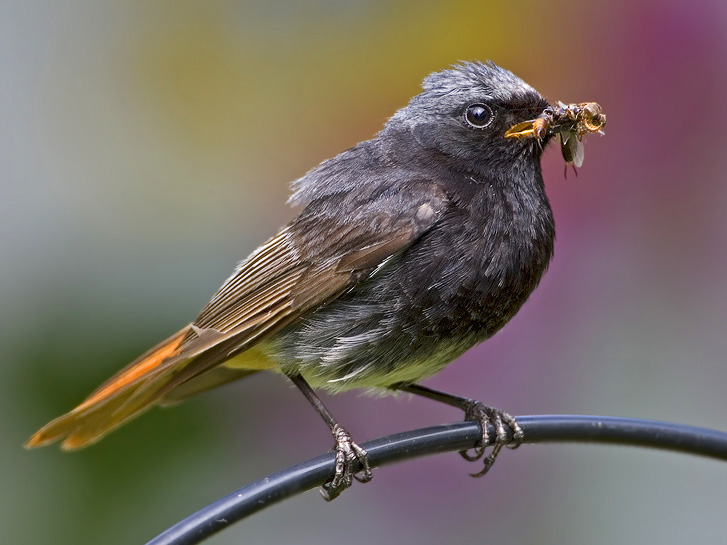
Основной корм — насекомые и другие беспозвоночные

Основу рациона составляют насекомые и другие мелкие беспозвоночные, а летом и осенью также и растительные корма, главным образом ягоды. Список видов, на которые охотится птица, весьма разнообразен — сюда входят насекомые из более чем 50 семейств, разнообразные паукообразные (в том числе пауки и сенокосцы), а также всевозможные живущие на земле членистоногие и другие животные, включая улиток. Размер жертвы в большинстве случаев варьирует в пределах от двух до восьми миллиметров, однако иногда чернушки ловят гусениц и дождевых червей длиной до 7 см. Такая крупная жертва перед употреблением в пищу предварительно разрывается на части. Исследования показывают, что пищеварительная система горихвосток больше адаптирована к употреблению именно животной пищи. Имеются противоречивые мнения специалистов о том, имеют ли ягоды особое физиологическое значение для птиц, либо они их употребляют лишь как дополнение к белковым кормам.
Охотясь на земле, чаще всего выжидает добычу из засады на какой-нибудь возвышенности — камня, скалы, конька крыши, реже ветки кустарника либо дерева. Приметив жертву, птица пикирует вниз, хватает её и тут же взлетает, меняя направление движения. При этом расстояние от охотника до жертвы обычно составляет от двух до трёх метров, но может быть и значительно больше — до десяти метров. Помимо охоты на поверхности земли также ловит летающих насекомых, таких как мух и бабочек, в воздухе. Ягоды склёвывает с кустарников. В целом, рацион и способы добычи корма у чернушки весьма разнообразны, и в случае необходимости она способна быстро переключиться с одного вида пищи на другой — такая адаптация стала результатом особенностей быстро меняющегося климата в высокогорных районах, где, например, внезапно выпавший снег влияет на доступность насекомых в данной местности.

## Размножение

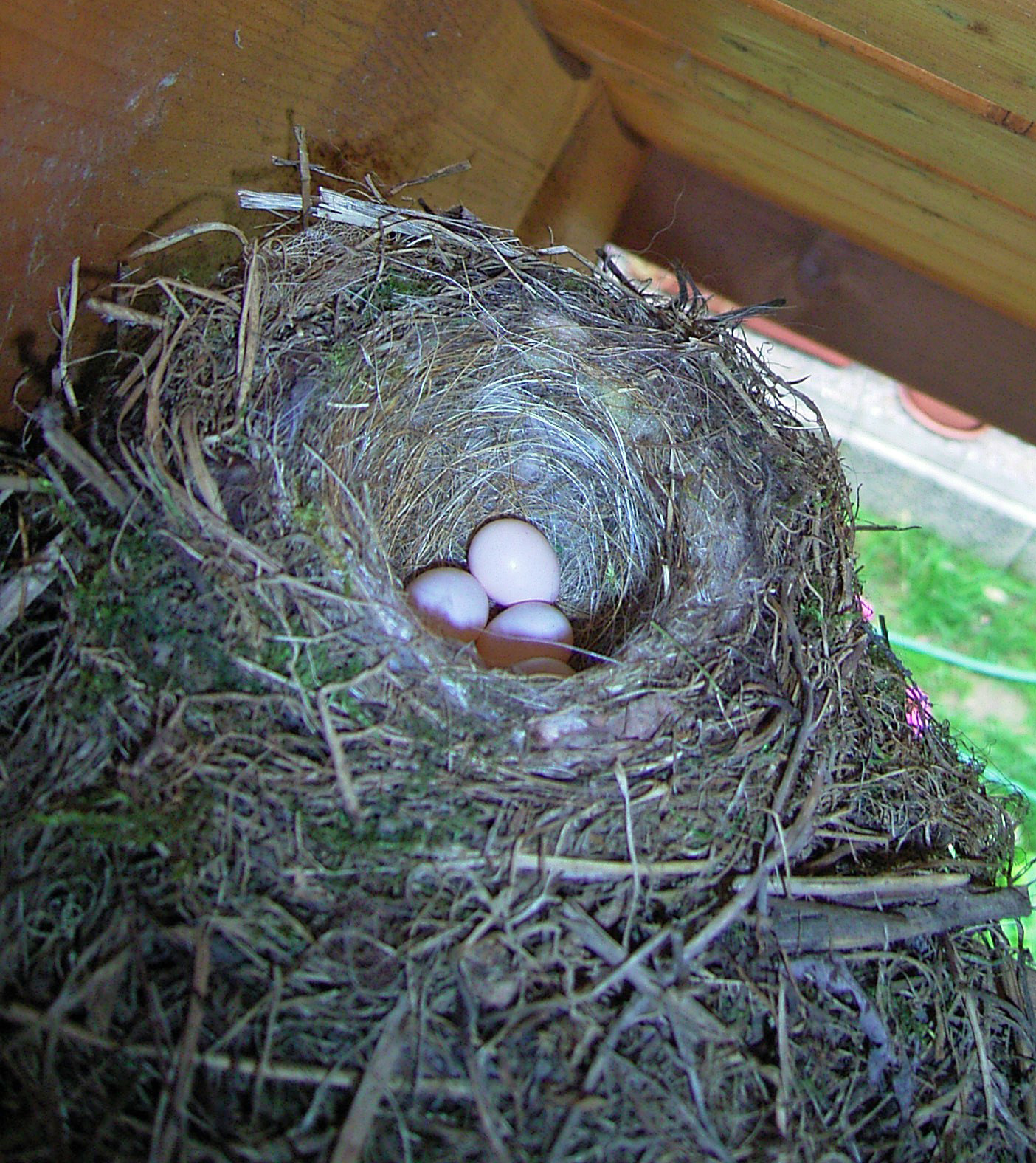
Кладка яиц

Половая зрелость наступает уже к концу первого года жизни, в том числе и у самцов, всё ещё сохраняющих гнездовой, менее яркий наряд. Как правило, моногам, хотя иногда один самец одновременно сожительствует с двумя самками. В некоторых районах птицы ежегодно возвращаются на прошлогодние гнездовые участки, что приводит к тому, что одна и та же пара выводит потомство несколько сезонов подряд.
Первыми к местам гнездовий прибывают самцы, самки появляются через несколько дней — до двух недель позже. К этому времени каждый из самцов уже имеет свой индивидуальный участок, который охраняет от других птиц. Выбрав место, самец усаживается на наиболее высокий камень в округе либо другое подходящее открытое возвышение (ветви деревьев используются очень редко), и поёт, тем самым помечая территорию будущего гнезда. Этот выбор места для пения достаточно необычен для птиц, добывающих корм преимущественно на поверхности земли. Размер территории может варьировать в больших пределах, в литературе описываются случаи от 0,35 до 7 гектаров. В некоторых районах обычная охраняемая площадь превышает 2 гектара, однако в среднем она значительно меньше. При вторжении на территорию чужого самца птица может издать возбуждённый крик, подлететь к пришельцу на близкое расстояние либо агрессивно атаковать его.

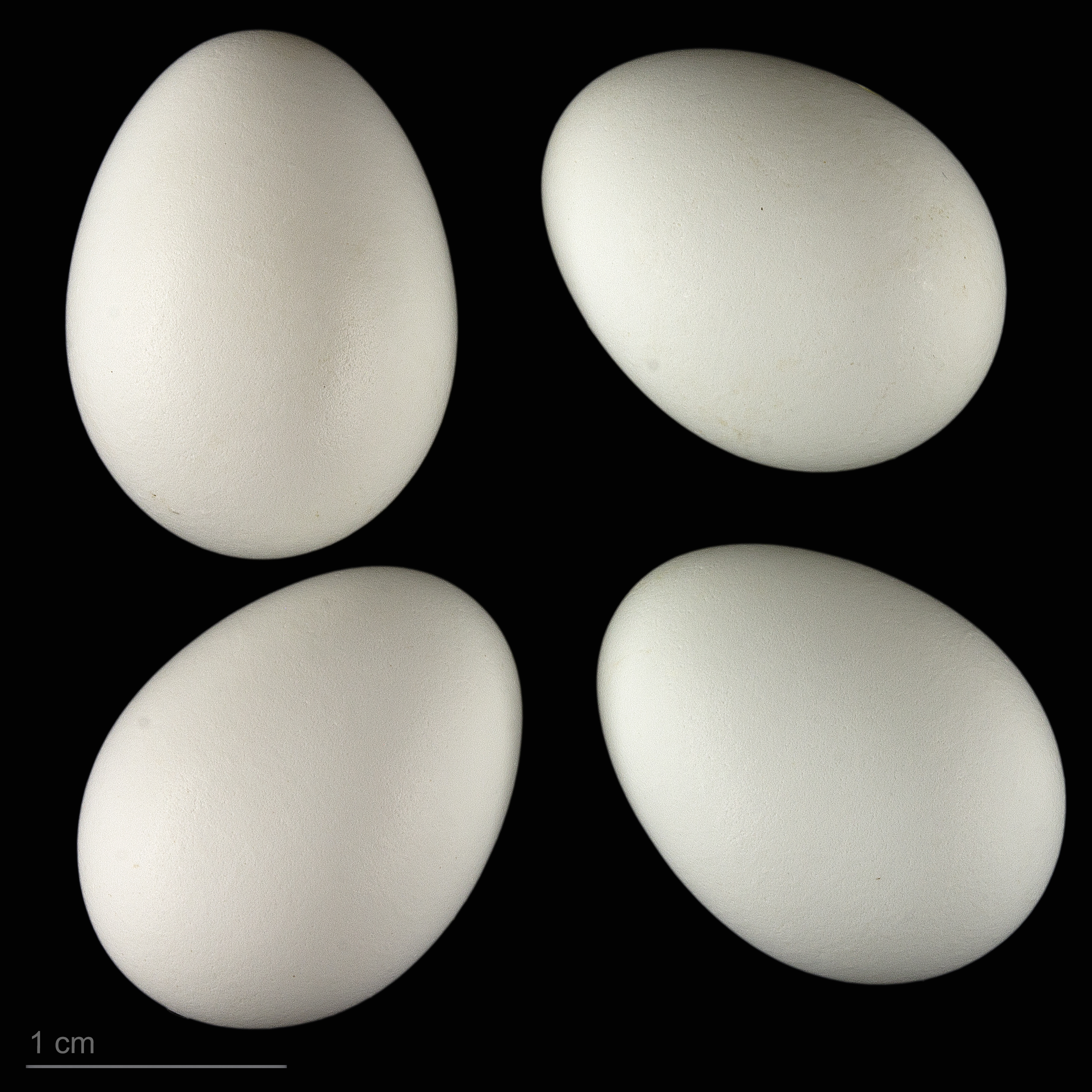
яйцо Phoenicurus ochruros gibraltariensis - Тулузский музеум

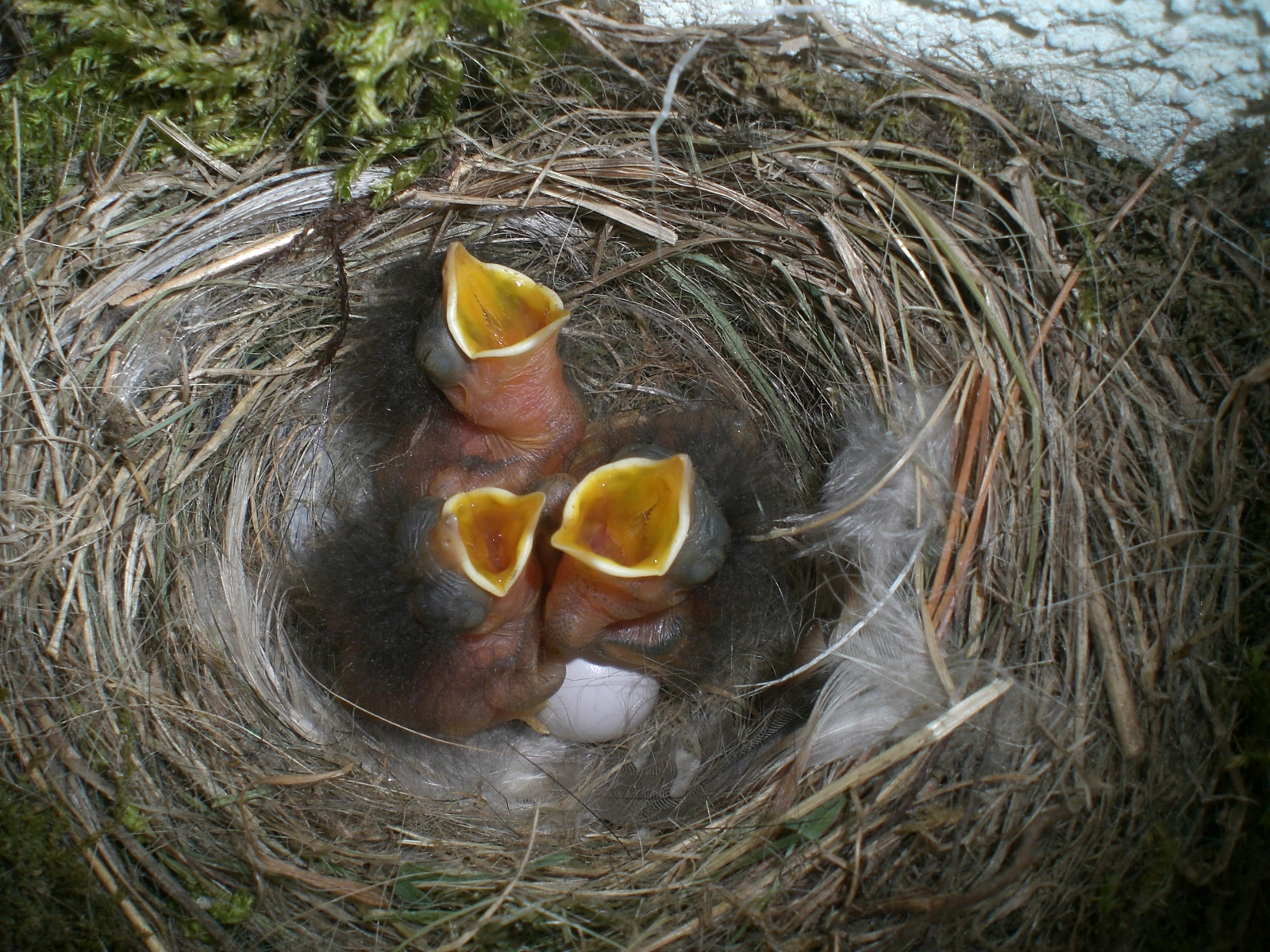
Птенцы в гнезде

Гнездо открыто либо наполовину открыто, в горах устраивается где-нибудь на карнизе, в скалистой выемке, трещине, среди россыпи камней. В населённых пунктах использует самые разнообразные постройки, при этом не восприимчива ни к факторам беспокойства со стороны человека, ни к шуму, ни к запахам. В литературе детально описаны даже самые необычные места устройства гнезда, такие как линии электропередач, трансформаторной будки или механизмы, часто меняющие своё местоположение. Изредка используются и искусственные гнездовые ящики, однако особой популярностью они не пользуются.
Само гнездо представляет собой громоздкую чашеобразную постройку с относительно глубоким лотком, сделанную преимущественно из длинных стеблей прошлогодней травы. Во внутренней отделке часто используются кусочки мха, реже корешки, лишайники, перья, пакля, вата или бумага. Готовое гнездо затем выстилается шерстью и перьями. Строительством занимаются самка вместе с самцом. Иногда используется прошлогоднее гнездо. В средней Европе две или реже три кладки, первая из которых содержит 4—7, чаще всего 5 яиц. Повторные кладки обычно содержат 4 яйца. Яйца чисто-белые, очень редко с небольшим голубоватым оттенком. Размеры яиц: (16—22) × (13—17) мм, вес немногим более 2 г. Насиживание начинается с откладыванием последнего яйца либо за сутки до этого, и продолжается в течение 12 — 17 дней. Сидит одна самка, самец присутствует в гнезде лишь в исключительных случаях.
Птенцы появляются на свет в промежутке нескольких часов. Выкармливают и ухаживают за потомством оба родителя, хотя самки приносят корм более часто и регулярно, чем самцы, зато последние добывают большее количество пищи за один раз. За первые десять дней вес птенцов увеличивается более чем в 10 раз, примерно в 11-дневном возрасте появляется перьевой покров. Молодые встают на крыло через 12 — 19 дней, однако ещё в течение 15—17 суток ночуют в гнезде, после чего рассеиваются.

## Систематика

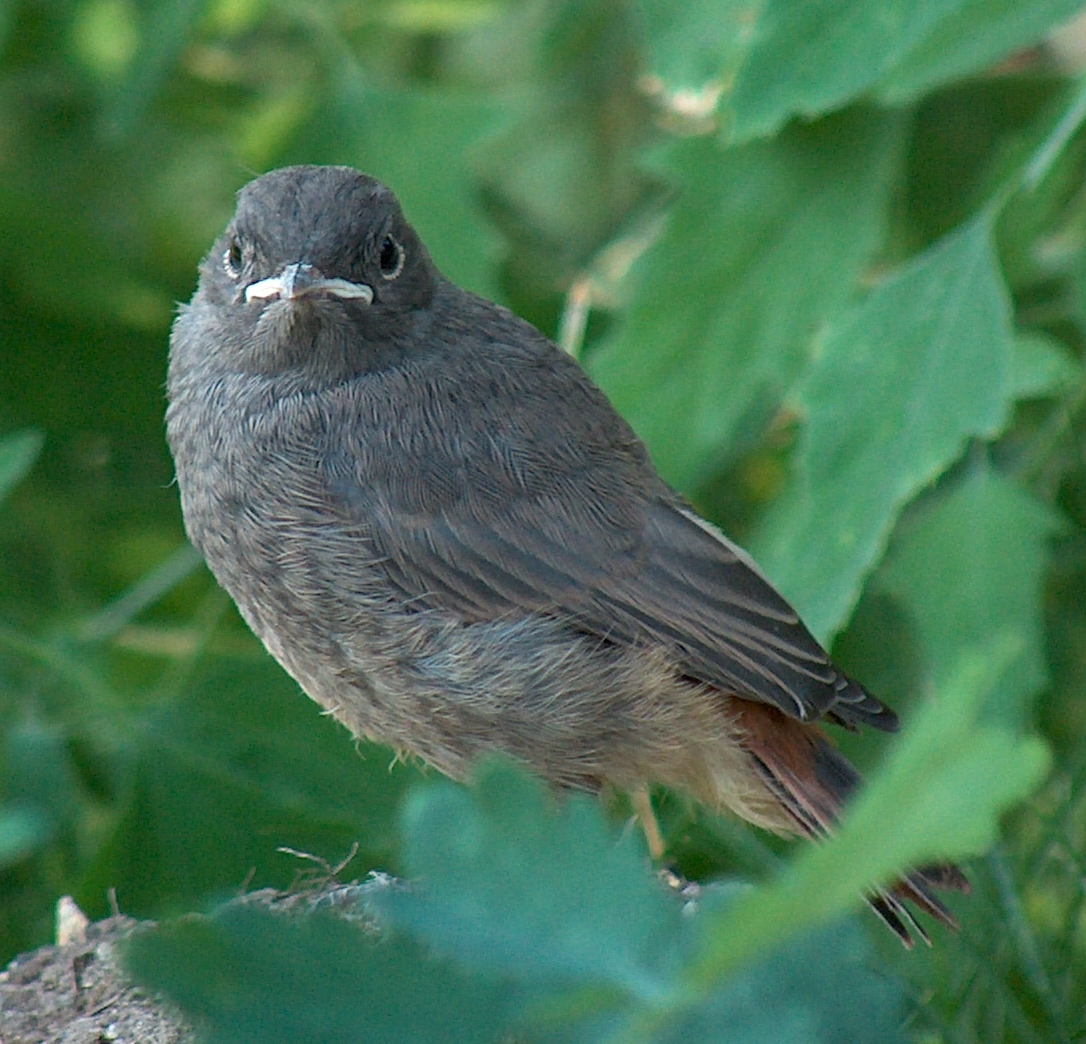

Горихвостка-чернушка была впервые научно описана в 1774 году состоявшим на русской службе немецким натуралистом Самуилом Гмелиным. Родовое название Phoenicurus произошло от двух греческих слов: φοῖνιξ («фоеникс» — фиолетовый или карминовый цвет) и οὐρά («оура» — хвост). Таким образом, автор подчёркивал необычайно яркий хвост птицы — особенность, которая отмечена во многих европейских языках, в том числе и русском. Видовое название ochruros также является производным от греческого прилагательного ὠχρός («окрос» — бледный), что подчёркивает разницу с другим европейским видом — обыкновенной горихвосткой, у которой хвост более яркий.
Вплоть до недавнего времени горихвостки традиционно причислялись к семейству дроздовых. Однако два независимых друг от друга молекулярных исследования, проведённые в последние годы — анализ гибридизации ДНК и последовательности гена митохондриальной ДНК цитохром b — пришли к выводу, что род Phoenicurus имеет большее родство с мухоловками (Muscicapidae), нежели  с дроздами. Наиболее близким родственником чернушки считается обитающая в Тибете полевая горихвостка (Phoenicurus hodgsoni). Другие близкие виды, включённые в одну кладу с чернушкой — сибирская (Phoenicurus auroreus), краснобрюхая (Phoenicurus erythrogastrus) и возможно алашанская (Phoenicurus alaschanicus) горихвостки. Обыкновенная горихвостка, несмотря на морфологическое сходство, не столь близка к ней, как вышеперечисленные виды. Оба вида различаются экологией и поведением. Хотя известны случаи гибридизации, предполагается, что гибриды двух видов  бесплодны.
Согласно работам Эртана, разделение горихвосток на современные виды началось в позднем плейстоцене около 3 млн лет назад, а расселение по всей территории Евразии в раннем миоцене около 1,5 млн лет назад.
Выделяют ряд подвидов горихвостки-чернушки, различающихся главным образом по окраске верхней части тела самцов. По морфологическим особенностям, биогеографии и данным нуклеотидной последовательности гена цитохром b митохондриальной ДНК  все подвиды могут быть разделены на 3 основные группы:
- Группа phoenicuroides объединяет базисные формы из Центральной и Восточной Азии, отделившиеся от предка и начавшие медленно распространяться на запад (3 — 1,5 млн лет назад). Самки и молодые птицы имеют относительно светлую окраску.
  - P. o. phoenicuroides (F. Moore, 1854)
  - P. o. murinus Fedorenko [35]
  - P. o. rufiventris (Vieillot, 1818)
  - P. o. xerophilus (Stegmann, 1928)
- Группа ochruros объединяет формы из Западной Азии и Европы, которые отделились от группы gibraltariensis около 1,5—0,5 млн лет назад. Окраска самок и молодых птиц промежуточна по отношению к таковым из групп подвидов phoenicuroides и 'gibraltariensis.
  - P. o. ochruros (S. G. Gmelin, 1774)
  - P. o. semirufus (Hemprich & Ehrenberg, 1833)
- Группа gibraltariensis объединяет европейские и африканские популяции, сформировавшие подвиды в течение последнего ледникового периода. Самки и молодые птицы отличаются тёмным окрасом.
  - P. o. gibraltariensis (J. F. Gmelin, 1789)
  - P. o. aterrimus (von Jordans, 1923)

Международный союз орнитологов выделяет 6 подвидов.

### На русском языке
- Симкин, Геннадий Николаевич. Певчие птицы — справочное пособие. — Москва: Лесная промышденность, 1990. — 400 с. — 63 000 экз. — ISBN 5-7120-0285-X.
- В. К. Рябицев. Птицы Урала, Приуралья и Западной Сибири: Справочник-определитель. — Екатеринбург: Изд-во Урал. ун-та, 2001. — С. 88-89. — 608 с. — ISBN 5-7525-0825-8.
- Л. С. Степанян. Конспект орнитологической фауны России и сопредельных территорий. — Москва: Академкнига, 2003. — 808 с. — ISBN 5-94628-093-7.
- В. А. Федоренко. Новый подвид горихвостки-чернушки – Phoenicurus ochruros murinus subsp. nov. из Алтайско-Саянской горной страны и актуальный ареал горихвостки-чернушки. // Труды Зоологического института РАН. - Т. 322, № 2. - 2018. - C.108–128.
- Г. П. Дементьев, Н. А. Гладков. Птицы Советского Союза. — Советская наука, 1953. — Т. 6. — С. 554-560. — 787 с.

### Иностранные языки
- Kemal Topaç Ertan. The evolutionary history of Eurasian redstarts, Phoenicurus (англ.) // Acta Zoologica Sinica. — 2006. — Vol. 52. — P. 310–313.
- U. N. Glutz von Blotzheim, K. M. Bauer. том 11/I // Справочник о птицах Центральной Европы = Handbuch der Vögel Mitteleuropas (HBV) (нем.). — Wiesbaden: AULA-Verlag, 1988. — ISBN 3-923527-00-4.
- Kai Grosch. Hybridization between redstart Phoenicurus phoenicurus and black redstart P. ochruros, and the effect on habitat exploitation (недоступная ссылка — история) // J. Avian Biol.. — 2004. — Т. 35, № 3. — С. 217-223. (англ.)
- Jochen Hölzinger. том 3/1, Singvögel/Sperlingsvögel // Die Vögel Baden-Württembergs (нем.). — Stuttgart: Eugen Ulmer Verlag, 1999. — ISBN 3-8001-3493-4.
- Killian Mullarney, Lars Svensson, Dan Zetterström, Peter J. Grant. Птицы Европы = Birds of Europe (англ.). — United States: Princeton University Press, 2000. — P. 262. — 400 p. — ISBN 978-0-691-05054-6.
- Armin Landmann. Der Hausrotschwanz (нем.). — Wiesbaden: AULA-Verlag, 1996. — 400 S. — ISBN 3-89104-551-4.
- Heinz Menzel. Der Hausrotschwanz (нем.). — Magdeburg: Neue Brehm Bücherei, 1995. — ISBN 3-89432-221-7.